# 18 octobre 1989
Le mercredi 18 octobre 1989 est le 291e jour de l'année 1989.

## Naissances
- Anderson Parra, pistard colombien
- Andrise Pierre, dramaturge haïtienne
- Brad Miller, joueur de baseball
- Carson Blair, joueur de baseball américain
- Francielle, joueuse brésilienne de football
- Ingvar Jónsson, footballeur islandais
- Johan Lopes, karatéka français
- Joy Lauren, actrice américaine d'origine danoise
- Kahyun Kim, actrice coréenne
- Laci Green, bloggueuse et éducatrice sexuelle
- Leigh Howard, coureur cycliste australien
- Linda Sandblom, athlète finlandaise, spécialiste du saut en hauteur
- Maria Shkanova, skieuse alpine biélorusse
- Matthew Centrowitz, athlète américain
- Mauro Agostini, coureur cycliste argentin
- Rabah Slimani, joueur français de rugby à XV
- Ramzi Bahloul, haltérophile tunisien
- Riisa Naka, joyū, seiyū et chanteuse japonaise
- Sandra Toft, handballeuse internationale danoise

## Décès
- Abel Dubois (né le 5 janvier 1921), politicien belge
- Agnès Mallet (née le 15 janvier 1949), auteure, metteur en scène et comédienne française
- David Victor (né le 22 août 1910), producteur, scénariste et compositeur ukrainien
- Georgina von Wilczek (née le 24 octobre 1921), princesse consort de Liechtenstein
- Jeanne Chaton (née le 10 novembre 1899), historienne et militante associative français
- Stan Miasek (né le 8 août 1924), joueur de basket-ball américain

## Événements
- Sortie du jeu vidéo Pinball: Revenge of the Gator
- République démocratique allemande : Erich Honecker, secrétaire général du parti communiste (SED) et chef de l'État depuis 1971, quitte le pouvoir. Il est remplacé à partir du 24 octobre par Egon Krenz, son dauphin désigné.
- Espace : lancement de la navette spatiale Atlantis et de la sonde Galileo vers la planète Jupiter.
- France : 
  - Les fonctionnaires des impôts manifestent devant le ministère des Finances à Bercy. Le 20, leurs syndicats jugent comme insuffisante la prime de 315 FF proposée par le ministre des finances Pierre Bérégovoy.
  - Relance de l'affaire des foulards au collège Gabriel-Havez de Creil. Sur la pression de la Fédération des musulmans de France, les trois jeunes filles musulmanes refusent à nouveau d'enlever leur voile et sont expulsées en vertu du décret de 1937 interdisant le prosélytisme à l'intérieur des établissements scolaires. La FMF, représenté par Jacques Vergès, porte plainte contre le proviseur Ernest Chénière.
- Hongrie : instauration du multipartisme en Hongrie. 
  - 333 députés contre 5 et 8 abstentions votent la fin de la constitution de 1949. La Hongrie est officiellement nommée « République de Hongrie » abandonnant la dénomination de « République socialiste et populaire », la notion de « pouvoir des travailleurs » et surtout met fin au rôle dirigeant du parti communiste instaurant désormais le multipartisme.
  - Matyas Szurös, le président du Parlement est nommée chef d'État par intérim jusqu'à l'élection présidentielle.
- Pologne : le premier ministre Tadeusz Mazowiecki est en visite officielle de trois jours en Italie. Il est reçu le 20 octobre par le pape Jean-Paul II.